# Melicytus fasciger
Melicytus fasciger är en tvåhjärtbladig växtart som beskrevs av John Wynn Gillespie. Melicytus fasciger ingår i släktet Melicytus och familjen Achariaceae. Inga underarter finns listade i Catalogue of Life.